# Cirrus SR20
 (juin 2017).
Si vous disposez d'ouvrages ou d'articles de référence ou si vous connaissez des sites web de qualité traitant du thème abordé ici, merci de compléter l'article en donnant les références utiles à sa vérifiabilité et en les liant à la section « Notes et références ».
Le Cirrus SR-20 est un avion léger quadriplace monomoteur produit par le constructeur aéronautique américain Cirrus Design.
Le développement du SR-20 commença en 1994, la certification par l'administration américaine fut acquise en 1998, et la commercialisation commença en 1999.

## Caractéristiques

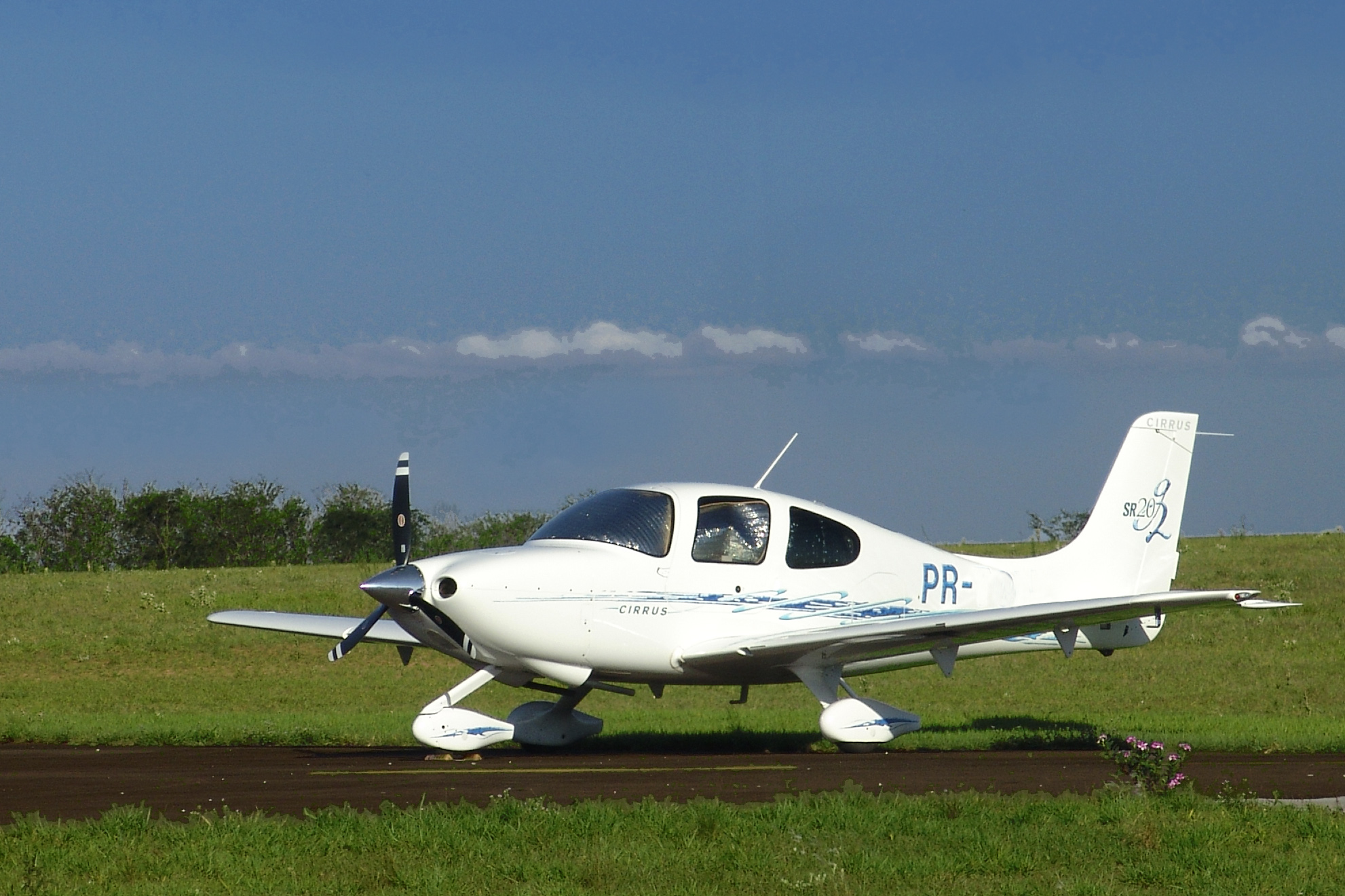
Un Cirrus SR-20.

Le SR-20 représente une nouvelle génération d'avions légers proposant d'excellentes performances et intégrant de nombreuses innovations technologiques :
- Construction entièrement en matériaux composites à l'aérodynamique particulièrement étudiée.
- Panneau d'instruments glass cockpit composé de larges écrans couleurs en remplacement des instruments traditionnels.
- Mini manches latéraux au lieu des traditionnels volants ou manche à balais.
- Commande « mono manette » simplifiant la conduite du moteur par rapport aux traditionnelles manettes de puissance, d'hélice et de richesse.
- Parachute de cellule permettant en cas d'urgence de ramener l'avion au sol en minimisant les risques de dommages pour les passagers.
- Certification IFR permettant le vol aux instruments (en conditions non givrantes connues).

Toutes ces caractéristiques innovantes ont fait du SR-20 un succès immédiat, Cirrus Design étant devenu le premier constructeur d'avions monomoteurs en nombre de ventes aux États-Unis en 2005.[réf. nécessaire]

## Versions
Le SR20 a connu plusieurs évolutions. Elles sont indiquées par un G pour génération. Il n'y a pas eu de G4.
SR20
Modèle initial de 1999.
SRV
Modèle de 2003. Version du SR20 limitée au vol à vue (VFR) et à un tarif plus accessible.
SR20 G2
Modèle de 2004.
SR20 G3
Modèle de 2008. La marque avance 700 modifications effectuées par rapport au modèle précédent (G2).
SR20 G5
Modèle de 2013.
SR20 G6
Modèle de 2017. Version équipée d'un moteur Lycoming IO-390-C3B6 (215 ch), d'une version améliorée du glass cockpit (Cirrus Perspective+) et d'une charge utile améliorée de 68 kg.
SR20 G7
Modèle de 2024. Intérieur redessiné, glass cockpit Cirrus Perspective Touch+ (Garmin G2000).
SR20 G7+
Modèle de 2025. Ajout de l'autoland d'urgence en cas d'incapacité du pilote.

## Utilisateurs
- Armée de l'air et de l'espace : Depuis 2013, la société Airbus Flight Academy Europe met à disposition 16 SR20 (complété plus tard par 7 Cirrus SR22) à l'école de formation du personnel navigant de l'Armée de l'air à Salon de Provence et à l'école d'initiation au pilotage (E.I.P) de l'escadrille 50S basée à Lanvéoc-Poulmic, pour les élèves de l'École Navale de Brest[3].
- United States Air Force : 25 désignés comme T-53A Kadet II livré entre juin 2011 et mai 2012 a la United States Air Force Academy[4]. 24 en service en 2021[5].